# Tuchola Duża
Tuchola Duża – nieoficjalna część wsi Tuchola Żarska w Polsce położona w województwie lubuskim, w powiecie żarskim, w gminie Lubsko.
Wchodzi w skład sołectwa Tuchola Żarska.
W latach 1975–1998 miejscowość administracyjnie należała do województwa zielonogórskiego.